# 신데렐라 언니
《신데렐라 언니》는 2010년 3월 31일부터 2010년 6월 3일까지 방영된 KBS 수목 미니시리즈이다.
한편, KBS 드라마본부는 해당 작품의 차기작으로 《전우》를 내보낼 예정이었으나 같은 소재 전쟁의 MBC 《로드 넘버원》이 수목 미니시리즈로 편성되자 《거상 김만덕》 후속 1TV 주말 특별기획 드라마로 편성이 바뀌었고 당시 《전우》자리에는 《제빵왕 김탁구》가 대타로 들어갔다. 그리고 2010년 12월 열린 제 23회 한국방송작가상 드라마 부문 최종 후보에 올랐지만 최종 탈락했다.
아울러, 동화에서 조연에 머물던 계모와 의붓언니를 주인공으로 내세워 새로운 시선을 제시했으나 마음의 빗장을 닫아걸어 냉소적이고 차가울 수밖에 없었던 은조(문근영 분)의 마음을 너무 일찍 녹여버림으로써 중반 이후 스토리를 끌고 갈 동력을 잃어버렸다.

## 줄거리
2010년, 신데렐라가 언니의 시선으로 재조명된 신데렐라 이야기.

## 등장인물

### 주요 인물
- 문근영 : 구은조[4] (송은조) 역
- 천정명 : 홍기훈 역
- 서우 : 구효선 역
- 옥택연 : 한정우 역 (아역 윤석현)

### 주변 인물
- 이미숙 : 송강숙 역
- 김갑수 : 구대성 역
- 강성진 : 양해진 역
- 최일화 : 홍 회장 역 - 홍기훈, 홍기정, 홍기태의 아버지
- 서현철 : 털보 장 씨(장택근) 역

### 그 외 인물
- 고세원 : 홍기정 역 - 홍기훈의 이복형, 홍기태의 친형
- 나경민 : 홍기태 역 - 홍기훈의 이복형
- 연우진 : 동수 역
- 김단율 : 구준수 역 - 송은조(구은조)와 구효선의 동생
- 남경민 : 허남이 역
- 박상면 : 구태규 역 - 구은조, 구효선, 구준수의 아버지
- 홍석천 : 찰리 신(신동기) 역 - 디자이너
- 김청 : 기훈의 계모 역

## 시청률
최저 시청률과 최고 시청률은 시청률 조사회사와 지역별로 시청률에 차이가 있을 수 있습니다.
| 2010년      | 2010년      | 2010년         | 2010년       | 2010년         | 2010년       |
| 회차        | 방송일      | TNmS 시청률    | TNmS 시청률  | AGB 시청률     | AGB 시청률   |
| 회차        | 방송일      | 대한민국(전국) | 서울(수도권) | 대한민국(전국) | 서울(수도권) |
| ----------- | ----------- | -------------- | ------------ | -------------- | ------------ |
| 제1회       | 3월 31일    | 16.7%          | 16.2%        | 15.8%          | 15.9%        |
| 제2회       | 4월 1일     | 16.4%          | 15.8%        | 14.5%          | 15.5%        |
| 제3회       | 4월 7일     | 16.8%          | 16.4%        | 16.1%          | 17.7%        |
| 제4회       | 4월 8일     | 18.0%          | 17.3%        | 17.7%          | 18.2%        |
| 제5회       | 4월 14일    | 19.7%          | 19.1%        | 19.1%          | 20.7%        |
| 제6회       | 4월 15일    | 18.6%          | 17.8%        | 18.2%          | 19.1%        |
| 제7회       | 4월 21일    | 17.8%          | 18.5%        | 17.9%          | 18.2%        |
| 제8회       | 4월 22일    | 19.0%          | 18.6%        | 18.0%          | 18.2%        |
| 제9회       | 4월 28일    | 19.2%          | 18.8%        | 18.7%          | 19.6%        |
| 제10회      | 4월 29일    | 20.8%          | 20.6%        | 19.2%          | 20.4%        |
| 제11회      | 5월 5일     | 18.8%          | 18.4%        | 18.3%          | 19.7%        |
| 제12회      | 5월 6일     | 20.5%          | 20.3%        | 19.2%          | 20.7%        |
| 제13회      | 5월 12일    | 18.1%          | 18.4%        | 17.3%          | 17.5%        |
| 제14회      | 5월 13일    | 18.7%          | 18.4%        | 16.7%          | 17.4%        |
| 제15회      | 5월 19일    | 19.0%          | 19.1%        | 17.1%          | 17.9%        |
| 제16회      | 5월 20일    | 16.8%          | 17.1%        | 14.8%          | 15.1%        |
| 제17회      | 5월 26일    | 23.2%          | 23.8%        | 20.2%          | 21.0%        |
| 제18회      | 5월 27일    | 21.0%          | 22.1%        | 19.4%          | 22.1%        |
| 제19회      | 6월 2일     | 22.3%          | 23.6%        | 20.0%          | 20.6%        |
| 제20회      | 6월 3일     | 22.7%          | 23.7%        | 19.4%          | 21.3%        |
| 평균 시청률 | 평균 시청률 | 19.2%          | 19.2%        | 17.9%          | 18.8%        |

## OST
| #   | 제목                                         | 작사           | 작곡           | 편곡           | 재생 시간 |
| --- | -------------------------------------------- | -------------- | -------------- | -------------- | --------- |
| 1.  | 〈너 아니면 안 돼〉 (예성)                   | 박준수         | 박준수         | 박준수         | 3:24      |
| 2.  | 〈뒤돌아봐〉 (JOO)                           | Fame-J         | Fame-J         | 홍지상, 심은지 | 4:45      |
| 3.  | 〈불러본다〉 (루나, 크리스탈)                | 이윤종, 김지수 | 박준수, 김지수 | 박준수, 김지수 | 4:21      |
| 4.  | 〈스마일 어게인〉 (이윤종)                   | 이윤종         | 박준수         | 박준수         | 3:49      |
| 5.  | 〈너였다고〉 (제이엠)                        |                |                |                | 4:05      |
| 6.  | 〈내 사랑을 구해줘〉 (Pink Toniq)            |                |                |                | 3:38      |
| 7.  | 〈신데렐라 언니 Title〉 (Various Artists)    |                |                |                | 1:21      |
| 8.  | 〈미소 지으면〉 (Various Artists)            |                |                |                | 1:55      |
| 9.  | 〈보사노바〉 (Various Artists)               |                |                |                | 2:21      |
| 10. | 〈그때 그 자리에〉 (Various Artists)         |                |                |                | 4:05      |
| 11. | 〈사랑한다면〉 (Various Artists)             |                |                |                | 1:31      |
| 12. | 〈뒷동산〉 (Various Artists)                 |                |                |                | 2:16      |
| 13. | 〈마이너 왈츠〉 (Various Artists)            |                |                |                | 2:15      |
| 14. | 〈느리게 걷기〉 (Various Artists)            |                |                |                | 1:16      |
| 15. | 〈후회〉 (Various Artists)                   |                |                |                | 2:33      |
| 16. | 〈모정〉 (Various Artists)                   |                |                |                | 2:29      |
| 17. | 〈내 사랑을 구해줘(Rock ver.)〉 (Pink Toniq) |                |                |                | 3:26      |

## 수상 경력
- 2010년 KBS 연기대상 남자 최우수연기상 - 김갑수
- 2010년 KBS 연기대상 여자 최우수연기상, 여자 인기상 - 문근영[5]

## 동시간대 드라마
- MBC 수목 미니시리즈

《개인의 취향》 (2010년 3월 31일 ~ 2010년 5월 20일)
《나는 별 일 없이 산다》 (2010년 5월 26일 ~ 2010년 6월 9일)
- SBS 드라마 스페셜
- 《검사 프린세스》 (2010년 3월 31일 ~ 2010년 5월 20일)
- 《나쁜 남자》 (2010년 5월 26일 ~ 2010년 8월 5일)